# Andrea Manzo
Andrea Manzo (Venezia, 5 novembre 1961) è un allenatore di calcio ed ex calciatore italiano, di ruolo mediano.

## Biografia
È l'ex marito di Dorina Vaccaroni, schermitrice, vincitrice dell'oro a squadre e del bronzo individuale nel fioretto alle Olimpiadi di Los Angeles del 1984.

## Carriera

### Giocatore
Centrocampista fisicamente prestante, ha disputato varie stagioni nella Serie A degli anni 1980 con le maglie di Fiorentina e Milan, collezionando complessivamente 80 presenze e realizzando una rete in occasione della vittoria interna della Fiorentina sul Bologna della stagione 1980-1981. In particolare ha militato coi rossoneri ben 4 stagioni, ma senza riuscire mai ad imporsi come titolare fisso (al massimo 20 presenze nella stagione 1986-1987).
Ha ottenuto inoltre due promozioni in Serie A con Sampdoria e Udinese. Ha quindi disputato la seconda parte della sua carriera in Serie B (138 presenze e 9 reti totali fra i cadetti con le maglie di L.R. Vicenza, Sampdoria, Udinese, Avellino e Casertana) per chiudere la carriera nel Mestre, dove aveva già militato nelle giovanili.
Nella stagione 1980-1981 ha collezionato 3 presenze con la Nazionale Under-21.

### Allenatore
Dopo alcuni anni da allenatore nelle serie minori, venne chiamato nella primavera del 2005 sulla panchina del Venezia disastrato finanziariamente e vicino al fallimento, senza riuscire ad evitare il penultimo posto in classifica. Dopo il crack societario, continuò comunque ad essere alla guida del sodalizio arancioneroverde, ma venne esonerato dopo appena 5 partite, nelle quali aveva ottenuto solo 4 punti a dispetto del potenziale della squadra, partita con obiettivi di promozione ed infatti poi campione della Serie C2 con l'arrivo di Nello Di Costanzo.
Nel 2006 viene ingaggiato per allenare la Primavera nel Parma, ma il 12 maggio 2008 è stato chiamato in prima squadra per sostituire Cúper esonerato alla vigilia dell'ultima giornata che riserva alla squadra ducale un'amara retrocessione in Serie B. L'unica piccola soddisfazione arriva il 24 dello stesso mese, quando vince la Fiat Cup a Shanghai battendo lo Shanghai Shenhua 1-0 e la Juventus 9-8 (dopo i tiri di rigore, 3-3 al termine della gara) in un triangolare con gare di 45'. Cinque giorni dopo lascia la panchina della prima squadra per cederla a Luigi Cagni, tornando ad allenare la primavera del Parma.
Dal 15 marzo 2010 subentra al dimissionario Renica alla guida del Chioggia-Sottomarina (Serie D). Nel biennio 2010-2012 è il vice allenatore del Lugano. Dal gennaio del 2013 al 2014 ha allenato la formazione Allievi A1 del Rapid Lugano. Dopo aver allenato il Porza per una stagione, passa ad allenare il Lugano Under-21. Nel giugno del 2016, dopo la rinuncia di Zdeněk Zeman, viene nominato tecnico della prima squadra del Lugano (dapprima con un incarico ad interim, poi in veste permanente). Rimane sulla panchina ticinese fino al 19 dicembre 2016, allorquando a seguito della conclusione del girone d'andata (con la squadra all'8º posto in classifica di Super League) gli viene rescisso il contratto.
Il 14 novembre 2018 subentra sulla panchina del Chiasso, militante nel secondo livello svizzero, al posto dell'esonerato Alessandro Mangiarratti, riuscendo a centrare la salvezza. Non viene confermato. Il 7 novembre 2023 è nominato responsabile tecnico del Team Ticino femminile.

## Statistiche

### Statistiche da allenatore
Statistiche aggiornate al 30 giugno 2019.
| Stagione        | Squadra              | Campionato      | Campionato | Campionato | Campionato | Campionato | Coppe nazionali | Coppe nazionali | Coppe nazionali | Coppe nazionali | Coppe nazionali | Coppe continentali | Coppe continentali | Coppe continentali | Coppe continentali | Coppe continentali | Altre coppe | Altre coppe | Altre coppe | Altre coppe | Altre coppe | Totale | Totale | Totale | Totale | % Vittorie | Piazz.                          |
| Stagione        | Squadra              | Comp            | G          | V          | N          | P          | Comp            | G               | V               | N               | P               | Comp               | G                  | V                  | N                  | P                  | Comp        | G           | V           | N           | P           | G      | V      | N      | P      | %          | Piazz.                          |
| --------------- | -------------------- | --------------- | ---------- | ---------- | ---------- | ---------- | --------------- | --------------- | --------------- | --------------- | --------------- | ------------------ | ------------------ | ------------------ | ------------------ | ------------------ | ----------- | ----------- | ----------- | ----------- | ----------- | ------ | ------ | ------ | ------ | ---------- | ------------------------------- |
| apr.-giu. 2005  | Venezia              | B               | 7          | 1          | 3          | 3          | CI              | -               | -               | -               | -               | -                  | -                  | -                  | -                  | -                  | -           | -           | -           | -           | -           | 7      | 1      | 3      | 3      | 14,29      | Subentrato, 21º (retrocessione) |
| lug.-ott. 2005  | Venezia              | C2              | 6          | 1          | 1          | 4          | -               | -               | -               | -               | -               | -                  | -                  | -                  | -                  | -                  | -           | -           | -           | -           | -           | 6      | 1      | 1      | 4      | 16,67      | Esonerato                       |
| Totale Venezia  | Totale Venezia       | Totale Venezia  | 13         | 2          | 4          | 7          |                 |                 |                 |                 |                 |                    |                    |                    |                    |                    |             |             |             |             |             | 13     | 2      | 4      | 7      | 15,38      |                                 |
| lug.-ott. 2006  | Portogruaro          | C2              | 7          | 2          | 2          | 3          | CI-C            | 4               | 1               | 0               | 3               | -                  | -                  | -                  | -                  | -                  | -           | -           | -           | -           | -           | 11     | 3      | 2      | 6      | 27,27      | Esonerato                       |
| mag. 2008       | Parma                | A               | 1          | 0          | 0          | 1          | CI              | -               | -               | -               | -               | -                  | -                  | -                  | -                  | -                  | -           | -           | -           | -           | -           | 1      | 0      | 0      | 1      | &0,00      | Subentrato, 19º (retrocessione) |
| mar.-giu. 2010  | Chioggia Sottomarina | D               | 8+2        | 2+1        | 3          | 3+1        | CI+CI-D         | -               | -               | -               | -               | -                  | -                  | -                  | -                  | -                  | -           | -           | -           | -           | -           | 10     | 3      | 3      | 4      | 30,00      | Subentrato, 4º                  |
| 2014-2015       | Porza                | 2L              | 28         | 14         | 7          | 7          | -               | -               | -               | -               | -               | -                  | -                  | -                  | -                  | -                  | -           | -           | -           | -           | -           | 28     | 14     | 7      | 7      | 50,00      | 3º                              |
| lug.-dic. 2016  | Lugano               | SL              | 18         | 4          | 6          | 8          | CS              | 3               | 2               | 0               | 1               | -                  | -                  | -                  | -                  | -                  | -           | -           | -           | -           | -           | 21     | 6      | 6      | 9      | 28,57      | Esonerato                       |
| dic. 2018-2019  | Chiasso              | CL              | 22         | 6          | 7          | 9          | CS              | -               | -               | -               | -               | -                  | -                  | -                  | -                  | -                  | -           | -           | -           | -           | -           | 22     | 6      | 7      | 9      | 27,27      | Subentrato, 9º                  |
| Totale carriera | Totale carriera      | Totale carriera | 99         | 31         | 29         | 39         |                 | 7               | 3               | 0               | 4               |                    |                    |                    |                    |                    |             |             |             |             |             | 106    | 34     | 29     | 43     | 32,08      |                                 |

## Palmarès

### Giocatore

#### Club

##### Competizioni nazionali
- Campionato italiano Serie C1: 1

Casertana: 1990-1991 (girone B)
- Campionato Nazionale Dilettanti: 1

Mestre: 1995-1996 (girone D)

### Allenatore

#### Club

##### Competizioni regionali
- Eccellenza: 1

Conegliano: 2001-2002 (girone B veneto)